# Pieter Balten
Pieter Balthazar, Balten (ou Baltens, Baltenius, Balthazarus), né en 1527 à Anvers où il est mort en 1584, est un peintre, buriniste et aquafortiste flamand qui travailla à Anvers.
Contemporain de Pieter Brueghel l'Ancien, il traita comme lui et dans un esprit analogue, mais d'une façon de loin inférieure, de loin moins pénétrante, des paysages, des scènes de genre, rustiques et autres.
Carel Van Mander en parle en ces termes dans le Schilder-boeck :

« En 1579 est entré dans la guilde des peintres d'Anvers, Pierre Balten, très bon peintre de paysages, qui suivait de près la manière de Pierre Brueghel et travaillait aussi très bien à la plume. Il avait parcouru divers pays et peint d'après nature des sites variés. Il peignait à la détrempe et à l'huile d'une manière agréable et adroite. Il traitait aussi très bien la figure, faisait des kermesses villageoises et autres motifs de l'espèce. Ses œuvres sont recherchées... Balten était bon poète, rhétoricien et acteur... »